# Federica Panicucci
Federica Panicucci (Cecina, 27 de octubre de 1967) es una presentadora de televisión, locutora de radio y ex showgirl italiana.

## Biografía
Federica Panicucci nació el 27 de octubre de 1967 en Cecina, en la provincia de Livorno (Italia), de madre Gemma Panicucci y de padre Edoardo Panicucci, y tiene una hermana llamada Michela.
Después de un debut en la televisión en Portobello, inicialmente dividió su tiempo entre RAI y Fininvest, participando en otras transmisiones de televisión en papeles menores. Alcanzó el éxito en la década de los noventa, conduciendo varias transmisiones de Italia 1, cadena de la que se convirtió en un rostro simbólico, incluidas varias ediciones del Festivalbar. Tras una etapa en Rai 2 presentando algunos programas dedicados a los sentimientos, regresa a Mediaset en 2006 presentando con éxito la primera edición de La pupa e il secchione. Del 7 de septiembre de 2009 al 10 de diciembre de 2021, recibe a Mattino Cinque de lunes a viernes, retransmitido por Canale 5. A partir del 13 de diciembre de 2021 el programa fue reemplazado por el spin-off Mattino Cinque News y, a partir del 10 de enero de 2022, Federica se une a Francesco Vecchi.
Durante su carrera también ha trabajado como locutora de radio, permaneciendo vinculada durante varios años a Radio Deejay, donde conducía Dear Deejay, una emisión de los domingos por la mañana. Más tarde también trabajó para R101.

### Los inicios
Tras algunas experiencias en el campo de la moda y la publicidad, debutó en televisión en 1987 como "telefonista" de la última edición de Portobello, el histórico programa de Enzo Tortora en Rai 2. En 1988, fue una de las varias locutoras de Rai 3. En el mismo período, también es locutora de Supersix, cadena para la que también ha presentado varias columnas musicales.

### Debut en Fininvest (Mediaset) y comienzo de su carrera como presentadora (1988-1999)
En 1988 comenzó a trabajar en Fininvest donde participó, en el papel de "azafata", en las ediciones 1988-1989 y 1989-1990 del espectáculo de Canale 5 Il gioco delle coppie conducido por Marco Predolin. En 1989 fue uno de los valles del Gran Premio Internazionale dello Spettacolo, además en 1988 debutó como actriz con un papel en el telefilm Balliamo e cantiamo con Licia emitido en Italia 1, que en la década siguiente daría su mucha notoriedad como presentadora.
En 1991, aún en esta red, participa en Unomania, programa-contenedor vespertino conducido por Gabriella Golia que contiene numerosos largometrajes, entre ellos el espacio musical "clips gemelos" conducido por la propia Panicucci.
En el verano de 1992 acogió el preestreno del Festivalbar, titulado Festivalbar - Zona verde, para luego volver a Unomania en otoño del mismo año, esta vez como presentadora.
En el verano de 1993 fue la anfitriona del Festivalbar, apoyando en la gestión a los showman Fiorello y Amadeus: con este último también dirigió las ediciones de 1994 y 1995.
Además, junto con Amadeus, presentó el concurso de belleza The Look of the Year en Italia 1 en 1994. Después de presentar la tercera edición de Unomania que se emitió en 1993, continuó su compromiso por la tarde en Italia 1 en 1994 y 1995 con el contenedor Smile junto a Stefano Gallarini y Terry Schiavo.
En 1996 se incorporó a la RAI para apoyar a Adriano Celentano en el programa de Rai 1 Arrivano gli uomini. También dirigió, junto con Daniele Piombi, las ediciones de 1997 y 1998 del Premio de dirección de televisión: en el mismo período también presentó los enlaces entre bastidores de Pavarotti & Friends en Rai 1.
De 1995 a 1997 en Italia 1 dirige, primero en dirección individual y luego flanqueado por Natalia Estrada y Lorena Forteza, el espectáculo Jammin (luego Jammin Night) dedicado a la música en vivo.
Nuevamente para Italia 1 también presenta la Nochevieja en vivo, retransmitida con motivo de la Nochevieja de 1996; además, entre fines de 1996 y principios de 1997, fue el responsable de las conexiones externas de la transmisión Telemania de Rete 4 conducida por Mike Bongiorno.
A finales de los noventa se unió a Pippo Baudo en la dirección de algunos espectáculos como Il ballo delle debuttanti y La notte delle muse; en este período conduce una edición en solitario de La partita del cuore, y participa en Buona Domenica y el Maurizio Costanzo Show como invitada y comentarista.

### Cesión al Rai y regreso definitivo a Mediaset (2000-2009)
De 2000 a 2005 trabajó en exclusiva para la RAI, realizando tres "programas rosas" en Rai 2 a primera hora de la tarde y a primera hora de la noche, Affari di cuore, Batticuore y Scherzi d'amore, todos unidos por el tema: contar historias relacionadas con los sentimientos o en las que se intenta ayudar a la pareja en el estudio a superar su amorío del corazón; estos tres programas obtuvieron buenas calificaciones. En el otoño de 2003 presentó la franja diaria del programa de talentos Destinazione Sanremo, creado por Pippo Baudo. De 2003 a 2005 siempre presentó el programa de comedia Bulldozer en Rai 2 junto con Enrico Bertolino. En 2003 finaliza oficialmente la experiencia en Radio Deejay, con la que colaboró durante siete años presentando el programa Dear Deejay.
En la primavera de 2006 dejó la RAI firmando la exclusiva para Mediaset y regresó a Italia 1 donde lidera la variedad Comedy Club con Serena Garitta, que terminó después de solo un episodio debido a los malos resultados de audiencia. En otoño de 2006, se unió a Enrico Papi en la conducción del nuevo reality show de Italia 1 La pupa e il secchione, que logró excelentes resultados de audiencia, dando así nueva visibilidad y aumentando la popularidad de la presentadora. En la radio, desde 2006 hasta junio de 2011 conduce La superclassifica, el programa de radio R101 en el que ilustra el ranking musical que publica semanalmente el conocido semanario TV Sorrisi e canzone.
En la temporada 2007/2008, tras el aplazamiento de la prevista segunda edición de La pupa e il secchione, cumplió el contrato que la mantenía ligada (hasta junio de 2009) en exclusiva con Italia 1 participando, junto a Melita Toniolo, en el programa Candid Camera conducido por Ciccio Valenti con buenos resultados de audiencia, realizando así el episodio piloto (transmitido el 26 de diciembre de 2007, pero con bajas audiencias) del nuevo programa Mi raccomando protagonizado por unos niños de primaria llamados por sus padres para realizar misiones El 24 de abril de 2008 actuó como estrella invitada en el episodio Ma quant'è dura la salita de la segunda temporada de la ficción de Canale 5 I Cesaroni.
En mayo de 2009 condujo el programa Cupido en horario de máxima audiencia en Italia 1 sin embargo, obtuvo bajos índices de audiencia. En junio de 2009 firmó un contrato en exclusiva por cuatro años con Canale 5 para realizar programas tanto en horario diurno como en horario de máxima audiencia, pero, por diversas circunstancias, sólo realizó en horario diurno.

### Conducción deMattino Cinque,Domenica Cinquey otros programas (2010-2020)
En la temporada 2009/2010 sustituyó a Barbara D'Urso en el matutino Mattino Cinque producido por el periodista Videonews; En un principio, a Panicucci se le sumó en la dirección el entonces director de Videonews Claudio Brachino, pero el 22 de febrero de 2010 tomó el relevo de este último Paolo Del Debbio (quien luego dejaría el programa el 22 de abril de 2013 a favor de Brachino). El 16 de diciembre de 2010, junto a Alfonso Signorini con las corresponsales Elena Santarelli y Melita Toniolo, presentó la Finale Mediafriends Cup 2010, trofeo benéfico de fútbol, en horario de máxima audiencia en Canale 5.
El 16 de enero de 2011, también reemplazó a Barbara D'Urso en la revista televisiva de los domingos por la tarde Domenica Cinque, ocupándose de la segunda parte del programa dedicada a la variedad y el chisme, mientras que la primera parte, centrada principalmente en noticias, fue conducida por Claudio Brachino: a partir del 15 de enero de 2012 solo se emite la segunda parte, dirigida por Panicucci; la transmisión finaliza oficialmente el 29 de abril de 2012.
Desde junio de 2012 es el testimonio del comercial de Garnier Ultralift, producido por Garnier. En febrero de 2013 nació #UnMinutoConMe, el primer clip social de Mediaset, creado y concebido por el humorista de "Zelig" Ale Baldi que, utilizando un iPhone, filmó y contó la vida del presentador en la web con las cámaras apagadas: los clips se visualizan por más de 50 000 usuarios y retransmitido con éxito en exclusiva, para Videomediaset.it hasta abril de 2013. Al mes siguiente Panicucci crea, junto con Manuela Ronchi Find my talent, un portal dedicado a los artistas también visible por suscripción: después de unos meses el portal cierra por falta de éxito. En junio de 2013, con la ayuda de su agente Lucio Presta, Panicucci renovó el contrato de exclusividad con Mediaset sobre el modelo del anterior, es decir, con realizaciones en horario diurno y de máxima audiencia.
En la temporada 2013/2014, se unió a Mattino Cinque un nuevo socio, el periodista Federico Novella; posteriormente se confirmó el tándem Panicucci-Novella también para las siguientes temporadas. El 27 de septiembre de 2014 dirige, junto con Gerry Scotti y Adele Bonolis (hija de Paolo Bonolis), la velada de Canale 5 Intimissimi On Ice Opera Pop que, sin embargo, obtiene bajos índices de audiencia. El 18 de diciembre presenta Italia 1D - One Direction, el evento vespertino de Italia 1 dedicado a One Direction, pero esto también obtiene bajas calificaciones.
A partir de la temporada 2016-2017, comparte la dirección de Mattino Cinque con Francesco Vecchi. Después de presentar la 24ª edición en 2006, de 2019 presenta la emisión del Concerto di Natale en Nochebuena en Canale 5. En 2017 se confirmó su presencia en la conducción de la nueva edición de Capodanno in musica, hasta 2019, retransmitido en Nochevieja por Canale 5.

### Mattino Cinque News,Back to School(2021-presente)
A partir de la temporada 2021-2022 se unirá a Francesco Vecchi en Mattino Cinque News, un spin-off de Mattino Cinque. En 2021, por primera y única vez en las redes de Mediaset, presenta la trigésima edición de la Partita del Cuore en horario de máxima audiencia en Canale 5. Tras un año de parón por la pandemia de COVID-19, el 31 de diciembre de 2021 vuelve a ponerse al frente de Capodanno in musica en directo en Canale 5; en 2022 acogerá también la sexta edición. El 1 de enero de 2023, en horario de máxima audiencia en Canale 5 con Concerto per la Pace, un spin-off del Concerto di Natale. En 2023 Federica Panicucci vuelve a ponerse al frente de un reality show: durante la presentación de los horarios de Mediaset 2022/2023 fue confirmada para presentar Back to School, emitido en Italia 1 a partir del 5 de abril de 2023, tras la despedida de Nicola Savino.

## Vida personal
De 1995 a 2015, incluido un matrimonio celebrado en 2006, estuvo vinculada a Mario Fargetta: la pareja tuvo dos hijos, nacidos respectivamente en 2005 y 2007. Desde 2016 está vinculada a Marco Bacini.

## Programas de televisión
| Año                      | Título                                               | Cadeña    | Cadeña    | Cadeña    | Role        |
| ------------------------ | ---------------------------------------------------- | --------- | --------- | --------- | ----------- |
| 1987                     | Portobello                                           | Rai 2     | Rai 2     | Rai 2     | Telefonista |
| 1987-1988                | Anuncios                                             | Rai 3     | Rai 3     | Rai 3     | Conductora  |
| 1988                     | Anuncios                                             | Super Six | Super Six | Super Six | Conductora  |
| 1988-1990                | Il gioco delle coppie                                | Canale 5  | Canale 5  | Canale 5  | Valetta     |
| 1989                     | SuperMuSix - Studio Rock                             | Super Six | Super Six | Super Six | Conductora  |
| 1989                     | SuperMuSix - StudioPop                               | Super Six | Super Six | Super Six | Conductora  |
| 1989                     | Teneramente Rock                                     | Super Six | Super Six | Super Six | Conductora  |
| 1989                     | Gran Premio Internazionale dello Spettacolo          | Canale 5  | Canale 5  | Canale 5  | Valetta     |
| 1991                     | Festival Nazionale di Musica Leggera                 | Italia 7  | Italia 7  | Italia 7  | Conductora  |
| 1991                     | Anteprima Festivalbar                                | Italia 1  | Italia 1  | Italia 1  | Conductora  |
| 1992-1993                | Twin clips                                           | Italia 1  | Italia 1  | Italia 1  | Conductora  |
| 1993-1994                | Unomania                                             | Italia 1  | Italia 1  | Italia 1  | Conductora  |
| 1993-1995                | Festivalbar                                          | Italia 1  | Italia 1  | Italia 1  | Conductora  |
| 1994                     | The look of the year                                 | Italia 1  | Italia 1  | Italia 1  | Conductora  |
| 1994-1995                | Smile                                                | Italia 1  | Italia 1  | Italia 1  | Conductora  |
|                          | Il Guinness dei Primati                              | Canale 5  | Canale 5  | Canale 5  | Enviada     |
| 1995, 1996-1998          | Jammin                                               | Italia 1  | Italia 1  | Italia 1  | Conductora  |
| 1995-1996                | Speciale Jammin Capodanno                            | Italia 1  | Italia 1  | Italia 1  | Conductora  |
| 1996                     | Arrivano gli uomini                                  | Rai 1     | Rai 1     | Rai 1     | Conductora  |
| 1996                     | World Food Day Concert                               | Rai 2     | Rai 2     | Rai 2     | Conductora  |
| 1996                     | Premio italiano della musica                         | Italia 1  | Italia 1  | Italia 1  | Conductora  |
| 1996                     | Capodanno in diretta                                 | Italia 1  | Italia 1  | Italia 1  | Conductora  |
| 1996-1997                | Telemania                                            | Rete 4    | Rete 4    | Rete 4    | Enviada     |
| 1996-1998                | Jammin Night                                         | Italia 1  | Italia 1  | Italia 1  | Conductora  |
| 1997                     | Pavarotti International                              | Rai 1     | Rai 1     | Rai 1     | Conductora  |
| 1997                     | Il ballo delle debuttanti                            | Rai 2     | Rai 2     | Rai 2     | Conductora  |
| 1997-1998                | Volevo salutare                                      | Italia 1  | Italia 1  | Italia 1  | Conductora  |
| 1997-1998                | Premio Regia Televisiva                              | Rai 1     | Rai 1     | Rai 1     | Conductora  |
| 1998                     | La partita del cuore                                 | Rai 1     | Rai 1     | Rai 1     | Conductora  |
| 2021                     | La partita del cuore                                 | Canale 5  | Canale 5  | Canale 5  | Conductora  |
| 1998                     | La notte delle muse                                  | Canale 5  | Canale 5  | Canale 5  | Conductora  |
| 1998                     | Trenta ore per la vita                               | Canale 5  | Italia 1  | Rete 4    | Enviada     |
| 1998                     | Telethon                                             | Rai 1     | Rai 1     | Rai 2     | Conductora  |
| 1998-1999                | Buon Capodanno                                       | Canale 5  | Canale 5  | Canale 5  | Conductora  |
| 1999                     | Aspettando Pavarotti & Friends                       | Rai 1     | Rai 1     | Rai 1     | Conductora  |
| 1999                     | Italian Dance Award                                  | Rai 2     | Rai 2     | Rai 2     | Conductora  |
| 1999-2000                | Momenti di gloria                                    | Canale 5  | Canale 5  | Canale 5  | Jurada      |
| 2000                     | Una canzone per te                                   | Rai 2     | Rai 2     | Rai 2     | Conductora  |
| 2000                     | Batticuore                                           | Rai 2     | Rai 2     | Rai 2     | Conductora  |
| 2000-2002                | Scherzi d'amore                                      | Rai 2     | Rai 2     | Rai 2     | Conductora  |
| 2000-2002                | Affari di cuore                                      | Rai 2     | Rai 2     | Rai 2     | Conductora  |
| 2002                     | Destinazione Sanremo                                 | Rai 2     | Rai 2     | Rai 2     | Conductora  |
| 2002-2004                | Notte Mediterranea                                   | Rai 2     | Rai 2     | Rai 2     | Conductora  |
| 2003                     | Una città per sognare                                | Rai 2     | Rai 2     | Rai 2     | Conductora  |
| 2003-2005                | Bulldozer                                            | Rai 2     | Rai 2     | Rai 2     | Conductora  |
| 2004                     | Derby del cuore                                      | Rai 1     | Rai 1     | Rai 1     | Conductora  |
| 2005                     | BravoGrazie                                          | Rai 2     | Rai 2     | Rai 2     | Conductora  |
| 2006                     | Comedy Club                                          | Italia 1  | Italia 1  | Italia 1  | Conductora  |
| 2006                     | La pupa e il secchione                               | Italia 1  | Italia 1  | Italia 1  | Conductora  |
| 2007                     | Mi raccomando                                        | Italia 1  | Italia 1  | Italia 1  | Conductora  |
| 2007-2008                | Candid Camera                                        | Italia 1  | Italia 1  | Italia 1  | Conductora  |
| 2009                     | Cupido                                               | Italia 1  | Italia 1  | Italia 1  | Conductora  |
| 2009-2021                | Mattino Cinque                                       | Canale 5  | Canale 5  | Canale 5  | Conductora  |
| 2010                     | Mediafriends Cup                                     | Canale 5  | Canale 5  | Canale 5  | Conductora  |
| 2011-2012                | Domenica Cinque                                      | Canale 5  | Canale 5  | Canale 5  | Conductora  |
| 2014                     | Intimissimi on Ice                                   | Canale 5  | Canale 5  | Canale 5  | Conductora  |
| 2014                     | Italia 1D - One Direction                            | Italia 1  | Italia 1  | Italia 1  | Conductora  |
| 2016, 2019-2021          | Concerto di Natale                                   | Canale 5  | Canale 5  | Canale 5  | Conductora  |
| 2017-2019, 2021-presente | Capodanno in musica                                  | Canale 5  | Canale 5  | Canale 5  | Conductora  |
| 2022-presente            | Mattino Cinque News                                  | Canale 5  | Canale 5  | Canale 5  | Conductora  |
| 2023                     | Concerto per la pace - 30 anni di Natale in Vaticano | Canale 5  | Canale 5  | Canale 5  | Conductora  |
| 2023                     | Back to School                                       | Italia 1  | Italia 1  | Italia 1  | Conductora  |
| 2023                     | Il Volo - Tutti per Uno                              | Canale 5  | Canale 5  | Canale 5  | Conductora  |

## Televisión web
| Año  | Título         | Plataforma    | Role       | Notas  |
| ---- | -------------- | ------------- | ---------- | ------ |
| 2013 | #UnMinutoConMe | VideoMediaset | Conductora |        |
| 2013 | Find my talent | VideoMediaset | Conductora | [ 19 ] |

## Radio
| Año       | Título             | Cadeña       | Role       |
| --------- | ------------------ | ------------ | ---------- |
| 1996-2003 | Dear Deejay        | Radio Deejay | Conductora |
| 2006-2011 | La Superclassifica | Radio 101    | Conductora |

## Filmografía

### Actriz

#### Cine
| Año  | Título        | Director          | Role             |
| ---- | ------------- | ----------------- | ---------------- |
| 1998 | Laura non c'è | Antonio Bonifacio | Estella invitada |

#### Televisión
| Año        | Título                        | Director          | Role              | Notas                 |
| ---------- | ----------------------------- | ----------------- | ----------------- | --------------------- |
| 1988       | Balliamo e cantiamo con Licia | Francesco Vicario | Estrella invitada | 1 episodio            |
| 2008       | I Cesaroni                    | Varios director   | Cameo             | Episodio 2x23         |
| 2008, 2017 | Buona prima!                  | Varios director   | Estrella invitada | Episodios 2x15 y 4x03 |

## Comerciales
| Año       | Título                                 |
| --------- | -------------------------------------- |
| 1989-1990 | Unilines Idea                          |
| 1990      | Micromax Stirella                      |
| 1991      | Mensile Vera                           |
| 1994      | Dietorelle                             |
| 2012      | Garnier Ultralift                      |
| 2015      | Avon                                   |
| 2015      | Fonte essenziale delle terme di Boario |
| 2016      | Philadelphia light                     |
| 2016      | Golden lady                            |
| 2020      | Enterolactis                           |
| 2021      | Eni gas e luce                         |